# Nationaal park Retezat
Het Nationaal park Retezat (Roemeens: Parcul Național Retezat) is het oudste nationale park van Roemenië. Het omvat het grootste deel van het Retezatgebergte in het westen van de Zuidelijke Karpaten, waaronder de hoogste top van dit gebergte, de 2509 m hoge Peleaga. Een deel van het park is sinds 1989 een Unesco-biosfeerreservaat. Het park grenst aan Nationaal park Domogled-Valea Cernei.
Het gebied is bekend om zijn hooggebergteflora. Het was dan ook een botanicus, Alexandru Borza, op wiens initiatief het park in 1935 werd opgericht. Er zijn 90 endemische planten en een derde van de Roemeense flora is er te vinden. In een niet-toegankelijk gedeelte van de Retezat bevindt zich een stuk oerbos.
In het nationale park bevinden zich het grootste en het diepste gletsjermeer van Roemenië, respectievelijk het Lacul Bucura (8,9 ha) en het Lacul Zănoaga (max. 29 m diep).